# حالة الأداء
في الطب (علم الأورام والمجالات الأخرى)، حالة الأداءهي محاولة لقياس الصحة العامة لمرضى السرطان وأنشطة الحياة اليومية. يُستخدم هذا الإجراء لتحديد ما إذا كان بإمكانهم تلقي العلاج الكيميائي، وما إذا كان تعديل الجرعة ضروريًا، وكمقياس للكثافة المطلوبة للرعاية التلطيفية. كما أنه يستخدم في تجارب الأورام المنضبطة المعشاة كمقياس لجودة الحياة.